# Сретен Аџић
Сретен Аџић (Мала Сугубина, 1856 — Београд, 1933) био је српски педагог и управитељ Учитељске школе у Јагодини.

## Биографија

### Рођење и школовање
Рођен је 15. октобра 1856. године у селу Мала Сугубина код Трстеника од оца Милуна Милосављевића и мајке Саве. Сретенов отац Милун, свршени богослов, који је радио као учитељ и мајка Сава, умрли су веома рано, па старатељство над њим преузима његов деда по мајци, Хаџи Јефта.
Основну школу, у коју је уписан под презименом Аџић, завршио је у Трстенику. Нижу гимназију учио је у Крагујевцу, а потом завршава и први разред Богословије у Београду. Први разред Учитељске школе завршио је у Крагујевцу, а преостала три у Учитељској школи у Београду.

### Просветни рад
Након положеног учитељског испита зрелости, прве две године службовања проводи у основној школи у Трстенику. Године 1882. Аџић, као државни питомац, одлази у Беч где студира педагогију на Филозофском факултету Универзитета у Бечу. Потом, од 1886. године, на Универзитету у Лајпцигу проводи 6 семестара. У овом периоду се упознаје са васпитном идејом о ручном раду као наставиом предмету из чега ће касније произићи његова књига „Ручни рад у мушкој школи“. По повратку у Србију предаје у нишкој Учитељској школи као и Вишој женској школи у Београду. Аџић се већ тада развија у одличног педагога и методичара чија су предавања разумљива, занимљива и изазивају велико интересовање код ученика. Звање професора добија 1895. године и прелази да предаје у Учитељској школи у Алексинцу. За управитеља Мушке учитељске школе у Јагодини постављен је 1896. године и на том положају остаје наредних двадесет година. Најплодоносније године свога рада Аџић проводи у Учитељској школи у Јагодини те с правом можемо рећи да је углед и начин рада школе Аџићево практично дело које је служило за пример другим школама.

### Учитељска школа у Јагодини
Његовом заслугом је у наставни програм уведен предмет „Школски рад“ у оквиру кога се теоријски изучавала методика свих наставних предмета, али изводила и практична настава у основној школи. У школи је основана певачка дружина, оркестар, ђачка дружина Узданица, богата књижница и читаоница. Школско имање, које се простирало на 10.5 хектара, сматрано је за једно од најугледнијих у Србији. Понос школе представљао је парк у коме се налазило пет пољских учионица. Парк је заправо ботаничка башта одлично уређена, у којој су се налазиле многе ретке врсте дрвећа. Краљ Петар I Карађорђевић је приликом посете школи 1915. године, био опчињен парком те је Аџић у неколико наврата боравио на Опленцу, како би се и тамо уредио сличан парк.
У раду на даљем развоју школе, Аџића прекида Први светски рат.

### Даља службовања до пензије
Недуго после рата, Аџић је премештен за обласног просветног инспектора у Суботици, потом на место професора Више педагошке школе у Београду и за управитеља Учитељске школе у Вршцу. Свој плодоносан и за државу драгоцен, просветни рад, завршава 1924. године одласком у пензију. Преводио је са есперанта на српски, и пропагирао есперанто.

## Одликовања
За свој рад одликован је следећим одликовањима:
- Орден Светог Саве V реда (1889)
- Орден Светог Саве IV реда (1903)
- Орден Светог Саве III реда (1907)
- Крст милосрђа

## Лични живот
Сретен Аџић је са супругом Милевом Поповић имао двоје деце: сина Милована, који је погинуо током Првог светског рата приликом повлачења војске преко Албаније, и кћер Надежду, у монаштву названу Ана, игуманију манастира Враћевшница.
Умро је 9. децембра 1933. године у Београду.

## Дела
- Српска национална школа, (1891).  83133703
- Основно васпитање. Део 1. Телесно васпитање: књига за учитеље и родитеље, (1892). 39056391
- Увод у науку о васпитању, (1894).  154510092
- Учитељеве забелешке, низ примера из васпитачкога рада, (1894).  23747335
- Васпитачеве забелешке, намењене родитељима и пријатељима српског подмлатка, (1909).  79333639
- Кроз васиону: астрономија, небеска тела, комете, са сликама, (1910).  97063175
- Пољска учионица, хигијенско-педагошка установа, са 66 слика, (1924).  24200199
- Медоносно шибље и дрвеће, (1924). 133430791
- Лековите биљке у Југославији (1930).  72658951